# HD 167768
HD 167768，又名BD-03 4263，SAO 142189、HR 6840，是一颗恒星，视星等为6，位于銀經26.29，銀緯6.29，其B1900.0坐标为赤經18h 11m 38.5s，赤緯-3° 6.29′ 4″。